# Marø-Kliffs
Die Marø-Kliffs sind markante Felsenkliffs im ostantarktischen Coatsland. In den Theron Mountains ragen sie an der Südwestflanke der Mündung des Jeffries-Gletscher in den Bailey-Eisstrom auf. 
Teilnehmer der Commonwealth Trans-Antarctic Expedition (1955–1958) unter der Leitung des britischen Polarforschers Vivian Fuchs kartierten es zwischen 1956 und 1957. Namensgeber ist Harald Landmark Marø (* 1917), norwegisch-kanadischer Kapitän des Schiffs Theron bei dieser Forschungsreise.